# Oude Netearm
De Oude Netearm is een natuurgebied nabij de Antwerpse plaats Rumst.
Het gebied wordt beheerd door Natuurpunt.

## Geschiedenis
Het gebied ontstond in de jaren '70 van de 20e eeuw toen de A1 werd aangelegd. Omdat men een brug over de Nete wilde aanleggen dacht men in eerste instantie dat het eenvoudiger was om eerst een bocht van de Nete af te snijden. Uiteindelijk werd de brug toch schuin over de Nete gelegd.

## Gebied
Er ontstond een langgerekt moerassig gebied met in het oostelijk deel noch enkele soortenrijke graslanden waar men dotterbloem, echte koekoeksbloem en knolsteenbreek aantreft. Door de verlegging van de Nete is ook een deel van het Battenbroek bij dit gebied gekomen. Hier heeft zich spontaan wilgenbos ontwikkeld.
Tot de vogels behoren de brilduiker, kokmeeuw, stormmeeuw, zilvermeeuw en kleine mantelmeeuw.
In het gebied bevindt zich een vogelkijkhut.